# Hochberg (Remseck)
Hochberg ist ein Stadtteil von Remseck am Neckar im Landkreis Ludwigsburg in Baden-Württemberg. Der Ort war bis 1975 eine eigenständige Gemeinde sowie vom 14. bis zum frühen 19. Jahrhundert Kernstück der reichsritterschaftlichen Herrschaft Hochberg.

## Geographie

### Geographische Lage
Hochberg befindet sich im Süden des Naturraums Neckarbecken. Der Ort liegt oberhalb des westlich gelegenen und in nördlicher Richtung fließenden Neckars. Mittlerweile erstreckt sich Hochberg bis an das Flussufer unterhalb des alten Ortskerns. Dabei befinden sich die Wohngebiete rund um den alten Ortskern auf den zur Backnanger Bucht zählenden, höher gelegenen Gemarkungsflächen, während in der Neckaraue ein Gewerbegebiet entstanden ist.
Der niedrigste Punkt der Hochberger Gemarkung ist mit 202,8 m ü. NHN am Flussbett des Neckars bei der Gemarkungsgrenze zu Poppenweiler. Dies entspricht dem Stauziel des Neckars zwischen der Staustufe Aldingen und der Staustufe Poppenweiler und ist zugleich der niedrigste Punkt der Stadt Remseck. Der mit etwa 299 m über NHN höchste Punkt der Hochberger Gemarkung ist bei der Gemarkungsgrenze zu Bittenfeld auf dem Hesenbühl südlich des Hochberger Waldes und damit südöstlich des Ortes.

### Nachbarorte
Nördlich von Hochberg befindet sich der Ludwigsburger Stadtteil Poppenweiler, nordöstlich der zu Remseck gehörende Stadtteil Hochdorf, östlich der zu Waiblingen zählende Stadtteil Bittenfeld, südlich beziehungsweise südwestlich die beiden Remsecker Stadtteile Neckarrems und Neckargröningen sowie direkt westlich auf dem gegenüberliegenden Neckarufer das zum Remsecker Stadtteil Neckargröningen zählende Gewerbegebiet Schießtal.

### Verkehrsanbindung
Hochberg besitzt keine Schienenanbindung. Über Buslinien ist es mit anderen Remsecker Stadtteilen (Stadtbus Remseck) sowie mit den Nachbarstädten verbunden. Nordwestlich von Hochberg verläuft die Landesstraße L 1100. 

## Geschichte

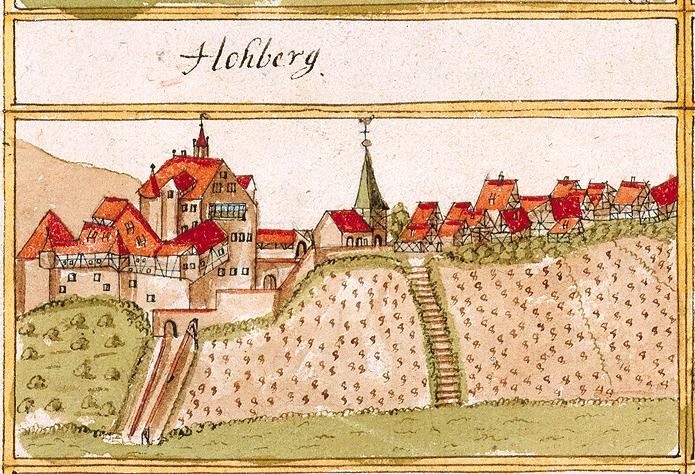
Ansicht aus dem Kieserschen Forstlagerbuch (1686)

### Ortsgründung und Namensgebung
Im Jahr 1231 wurde der Hochberger Ortsadel erstmals urkundlich erwähnt. Dieser ist von da an bis 1291 belegt. Dann erfolgte ein Verkauf an Berthold von Mühlhausen und von diesem an das Haus Württemberg. Eine erste Burg Hochberg (beziehungsweise Hohenberg) wurde vom Hochberger Ortsadel auf einem Bergsporn über dem Neckar erbaut. Der Ort selbst entstand wohl im Anschluss an die Burg ebenfalls im 13. Jahrhundert, der Name kann als „Burg auf dem (hohen) Berg“ gedeutet werden und bezieht sich auf die Lage von Burg und Ort oberhalb des Neckars.

### Herrschaft Hochberg
1337 erhielt Werner II. Nothaft aus der nach Hochberg benannten Ritterfamilie Nothaft von Hohenberg die Ortsherrschaft über Hochberg als Lehen. Mit den Nothaft wurde Hochberg zur Mitte des 16. Jahrhunderts Teil des Ritterkantons Kocher. Burg und Ort waren nun Kernstück einer reichsritterschaftlichen Herrschaft, zu der unter anderem auch Hochdorf zählte. Die alte Burg des Ortsadels ließ Wolf Jacob Nothaft im 16. Jahrhundert von Heinrich Schickhardt zu einem repräsentativen Schloss ausbauen. Im Dreißigjährigen Krieg wurde Hochberg schwer in Mitleidenschaft gezogen, ebenso kam es im Orléanschen Krieg zu Plünderungen.
Im Jahr 1684 starb Philipp Jakob Nothaft als letzter männlicher Nachkomme der Nothaft von Hohenberg. Die Herrschaft Hochberg, die neben dem Ort Hochberg damals auch Hochdorf und Kirschenhardthof umfasste, ging an dessen Schwiegersohn Uriel von Gemmingen über. Im Jahr 1779 kaufte Friedrich Eugen von Württemberg die Herrschaft. Zwei Jahre darauf überließ er sie seinem Bruder Carl Eugen, der sie dem herzoglichen Hofkammergut als Stabsamt Hochberg anschloss.

### Gemeinde Hochberg
Das nun württembergische Stabsamt wurde im 19. Jahrhundert in das Oberamt Waiblingen integriert, wobei die Gemeinden Hochberg und Hochdorf gebildet wurden. In der Folge kam es 1821 erstmals zur Wahl eines Hochberger Schultheißen. Von 1828 bis 1882 gehörte auch der Weiler Kirschenhardthof zur Gemeinde Hochberg und bildete dadurch eine Exklave der Oberamts Waiblingen innerhalb des Oberamts Marbach.
1938 kam die Gemeinde Hochberg an den damals im Wesentlichen aus dem Oberamt Ludwigsburg neu geschaffenen Landkreis Ludwigsburg.
Mit dem 1. Januar 1975 wurde Hochberg Teil der neu gebildeten Gemeinde Aldingen am Neckar, die 1977 schließlich in Remseck am Neckar umbenannt wurde. Die Gemarkung der ehemaligen Gemeinde Hochberg bildet seither den gleichnamigen Stadtteil von Remseck.

## Jüdische Gemeinde
Von 1760 bis 1914 bestand eine jüdische Gemeinde in Hochberg. 1852 erreichte die Gemeinde mit 305 Bewohnern ihren Höchststand. Sie war damit vor Aldingen die deutlich größere der beiden jüdischen Gemeinden im heutigen Remseck. In der zweiten Hälfte des 19. Jahrhunderts kam es jedoch zu Wegzügen in die umliegenden Städte sowie zur Auswanderung besonders nach Nordamerika. 1914 wurde die zu stark geschrumpfte Gemeinde schließlich aufgelöst.
Der letzte Angehörige der Hochberger Gemeinde, Adolf Falk, war 1939 als 81-jähriger gezwungen, nach England auszuwandern, wo er 1943 verstarb. Ihm ist ein Stolperstein in Hochberg gewidmet.

## Bauwerke
- Schloss Hochberg: Im Mittelalter gegründete Burganlage, die im 16. Jahrhundert zum Schloss ausgebaut wurde und heute im Privatbesitz ist. Auf dem Schlossgelände befindet sich eine ehemalige Kelter von 1752, die inzwischen als Festhalle verwendet wird sowie das mittlerweile als Pfarramt genutzte ehemalige Stabsamtshaus von 1778.[7]
- Schlosskirche: Die zu klein gewordene Dorfkirche Hochbergs wurde 1852 abgerissen und zwei Jahre später durch die neugotische Schlosskirche ersetzt. Die Grabdenkmäler der Familie Nothaft aus der alten Kirche wurden teilweise in die neue Kirche integriert.[5]
- Synagoge: Die 1828 erbaute klassizistische Synagoge wurde nach Auflösung der jüdischen Gemeinde im 20. Jahrhundert lange Zeit als methodistische Kirche verwendet und befindet sich seit 2021 im Besitz des Vereins Beth Shalom Remseck.[13] Auch eine ältere Synagoge in Hochberg in der Hauptstraße 30 ist noch erhalten.
- Jüdischer Friedhof: Auf dem ehemaligen Friedhof fanden von 1796 bis 1925 Bestattungen auch für Angehörige benachbarter jüdischer Gemeinden wie etwa Aldingen statt.[11]
- Neckarbrücke (L1100)

## Söhne und Töchter des Ortes
- Wolf Jacob Nothaft (1564–1619), württembergischer Truchsess und Ortsherr von Hochberg
- Karl Ludwig von Gemmingen (1700–1752), württembergischer Legationsrat und Grundherr in Hochberg
- Seligman Löb Straus (1815–1880), Gründer der Bettfedernfabrik Straus & Cie., der ehemals weltweit größten Fabrik dieser Art
- Ludvig Holstein-Ledreborg (1839–1912), dänischer Politiker, 1909 Ministerpräsident, geboren in Schloss Hochberg

## Wappen
| Wappen der ehemaligen Gemeinde Hochberg | Blasonierung: „In silbernem Feld ein offener roter Flug.“                                                                            |
| Wappen der ehemaligen Gemeinde Hochberg | Wappenbegründung: Das Wappen wurde der Gemeinde am 23. November 1953 verliehen und lehnt sich an das Wappen der Familie Nothafft an. |